# Kanton Orléans-Bannier
Der Kanton Orléans-Bannier war von 1973 bis 2015 ein französischer Wahlkreis im Arrondissement Orléans, im Département Loiret und in der Region Centre-Val de Loire.
Der Kanton bestand aus einem Teil der Stadt Orléans. Die Bevölkerungszahl von Orléans betrug 2005 insgesamt 113.237 Einwohner, die des Kantons 20.362 Einwohner (Stand 1. Januar 2012). Zum Kanton gehörten die Stadtteile:
- Blossières – Murlins
- Acacias
- Châteaudun – Faubourg-Bannier
- Gare